# Gouffre Jean-Bernard
Gouffre Jean-Bernard (również Réseau Jean Bernard) – jaskinia krasowa we Francji, w Alpach Sabaudzkich. Jedna z najgłębszych jaskiń na świecie.
Jaskinię odkryła i przebadała do głębokości -100 m podczas letniego obozu eksploracyjnego w 1963 r. speleologiczna grupa "Vulcain". Dalsze badania kontynuowane były corocznie w następnych latach. W 1969 r. osiągnięto syfon na głębokości -623 m. W styczniu 1975 r. odkryta została sala Crèpes na głębokości -938 m. W listopadzie tegoż roku odnaleziono połączenie z wyżej położoną jaskinią B-19, znaną od roku 1968. Dzięki temu głębokość jaskini wzrosła do -1 208 m. W roku 1976 speleolodzy przedostali się przez zawał do kolejnego syfonu na głębokości -1 298 m, co dało jaskini drugie miejsce na liście najgłębszych jaskiń świata.
W sierpniu 1979 r. znalezione zostało połączenie między wyżej położoną jaskinią, w której znajduje się głęboka na 140 m przepaść, a korytem podziemnego potoku, zwanego Excentriques. W ten sposób, z głębokością -1 358 m, Gouffre Jean-Bernard stała się najgłębszą jaskinią świata. W lutym 1980 r. francuskim płetwonurkom jaskiniowym udało się pokonać długi na 40 m syfon, za którym odkryto 300 m obniżających się korytarzy, którymi osiągnięta została głębokość -1 410 m.
Do roku 1998 jaskinia zajmowała pierwsze miejsce na liście najgłębszych jaskiń świata. Według danych z 2022 r. długość jej korytarzy wynosi 27 134 m, natomiast deniwelacja 1 617 m. Czyni ją to w 2022 r. siódmą co do głębokości jaskinią na świecie.